# روكا سان فيليس
روكا سان فيليس هي بلدة و كومونا (بلدية) تقع في مقاطعة أفيلينو ، في اقليم كامبانيا ، جنوب دولة إيطاليا .

## جغرافيا
تقع في المنطقة الوسطى من إيربينيا، وتحد البلدية، فريجينتو، غوارديا لومباردي ، سانت أنجيلو دي لومباردي ، ستورنو ، فيلامينا، ولا يوجد بها قرى صغيرة فراتسيوني (بالإيطالية: frazione) ولكن يوجد بها بعض المناطق مثل كارماشيانو، فونتانا ديل أولمو، بالومبايا، سانتا فيليسيتا، سيرو ديل بوسكو، تافيرنا بروسياتا، تورييلو، فالي.
تقع بلدة روكا سان فيليس على بعد 4 كيلومتر (2 ميل) من سانت أنجيلو دي لومباردي و 10 كيلومتر (6 ميل) من ليوني ، و 47 كيلومتر (29 ميل) من مدينة أفيلينو و 50 كيلومتر (31 ميل) من مدينة بينيفينتو .

## المعالم السياحية الرئيسية
من بين المعالم السياحية الرئيسية في البلدة، القلعة، البلدة القديمة، كنيسة القديسة ماريا ماجوري، كنيسة مريم العذراء في القسطنطينية ومعبد سانتا فيليسيتا في المنطقة المتجانسة الشكل. 

### ميفيتيس
وادي أنسانتو الاثري ( بالإيطالية Valle d'Ansanto )، المعروف باسم ميفيتي "Mefite"، هو وادي بحيرة كبريتية،  ويبعد كيلومترات قليلة من بلدتي فيلامينا و توريلا دي لومباردي، وسميت على اسم الإلهة الإيطالية القديمة ميفيتيس، التي يبجيلونها شعب هيربيني، وتضم بعض أثار معبد من القرن السابع قبل الميلاد، وتتكون البحيرة الصغيرة من بركة ماء، وحوالي 2 متر (7 قدم)، الذي يغلي نتيجة انبعاثات الغازات من باطن الأرض، والتي تتكون أساسًا من ثاني أكسيد الكربون وحمض الكبريتيك، وبسبب هذه الانبعاثات السامة، فإن المنطقة المحيطة خالية من الحيوانات والنباتات.   

## روابط خارجية
- الموقع الرسمي (بالإيطالية)
- بوابة معلومات روكا سان فيليس نسخة محفوظة 3 سبتمبر 2019 على موقع واي باك مشين. (بالإيطالية)